# Wilton, Somerset
Wilton är en stadsdel i Taunton, i civil parish Taunton, i enhetskommunen Somerset, i grevskapet Somerset, i England. Wilton var en civil parish fram till 1921 när blev den en del av Taunton. Civil parish hade 875 invånare år 1921.